# Indigofera trifolioides
Indigofera trifolioides är en ärtväxtart som beskrevs av Baker f. Indigofera trifolioides ingår i släktet indigosläktet, och familjen ärtväxter. Inga underarter finns listade i Catalogue of Life.